# Fregată de Ascension
Fregata de Ascension (Fregata aquila) sau pasărea fregată  este o specie de pasăre din familia Fregatidae care trăiește endemic în părțile stâncoase de lângă Insula Ascension din Oceanul Atlantic. În trecut, specia trăia și pe alte insule, dar apariția omului și a pisicilor a determinat dispariția sa din acele zone; în 2002 s-a descoperit că mai existau câteva specii pe Insula Ascension. 

## Taxonomie
Fregata de Ascension a fost descrisă de Carl Linnaeus în ediția a 10-a a Systema Naturae din 1758 sub numele binomial Pelecanus aquilus. Exemplarul său a fost colectat din insula Ascension de exploratorul suedez Pehr Osbeck.
Denumirile "pasăre fregată" și Fregata derivă din numele francez La Frégate pe care marinarii îl dădeau păsării, o fregată sau navă de război rapidă. Specificul aquila înseamnă vultur în latină și se referă la penajul închis la culoare și la obiceiurile de răpitoare.
Genul Fregata includea anterior toate cele patru specii de fregate mari, dar în 1914 ornitologul australian Gregory Mathews a separat celelalte trei specii, lăsând Fregata aquila pentru a desemna fregata de Ascension. O analiză a ADN-ului ribozomal și mitocondrial indică faptul că în cadrul genului Fregata, fregata de Ascension este cel mai strâns înrudită cu fregata mare.

## Galerie

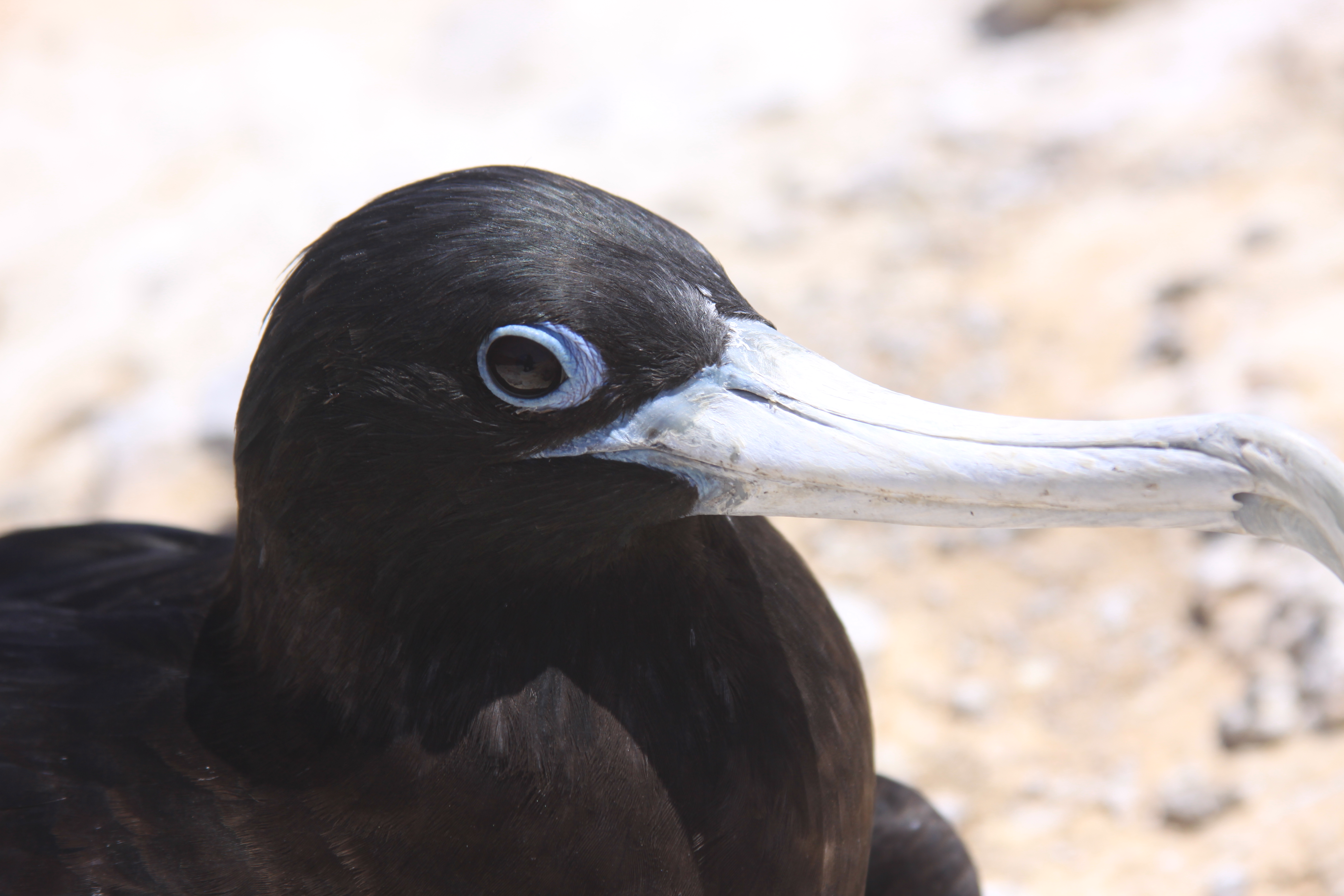
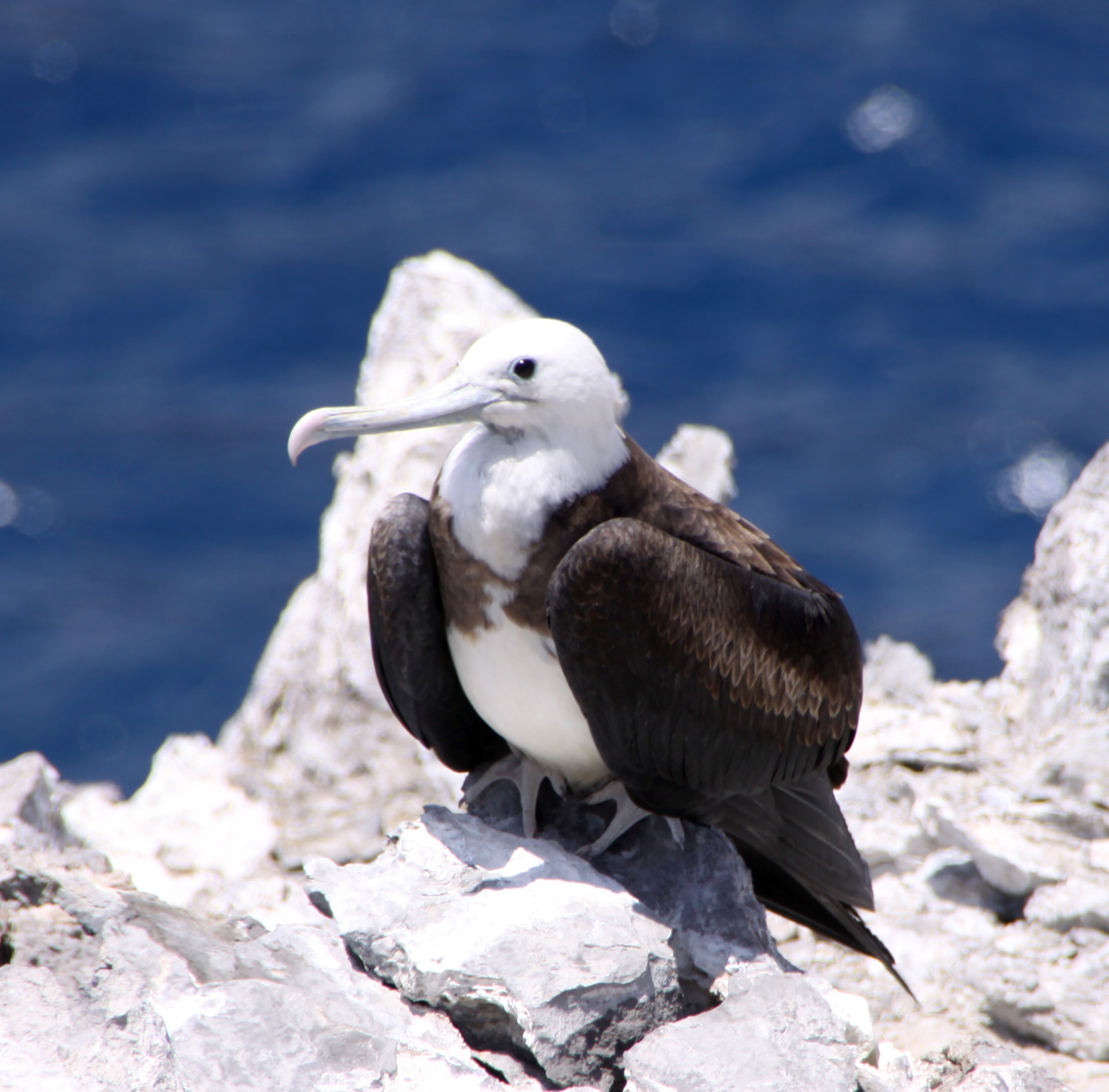
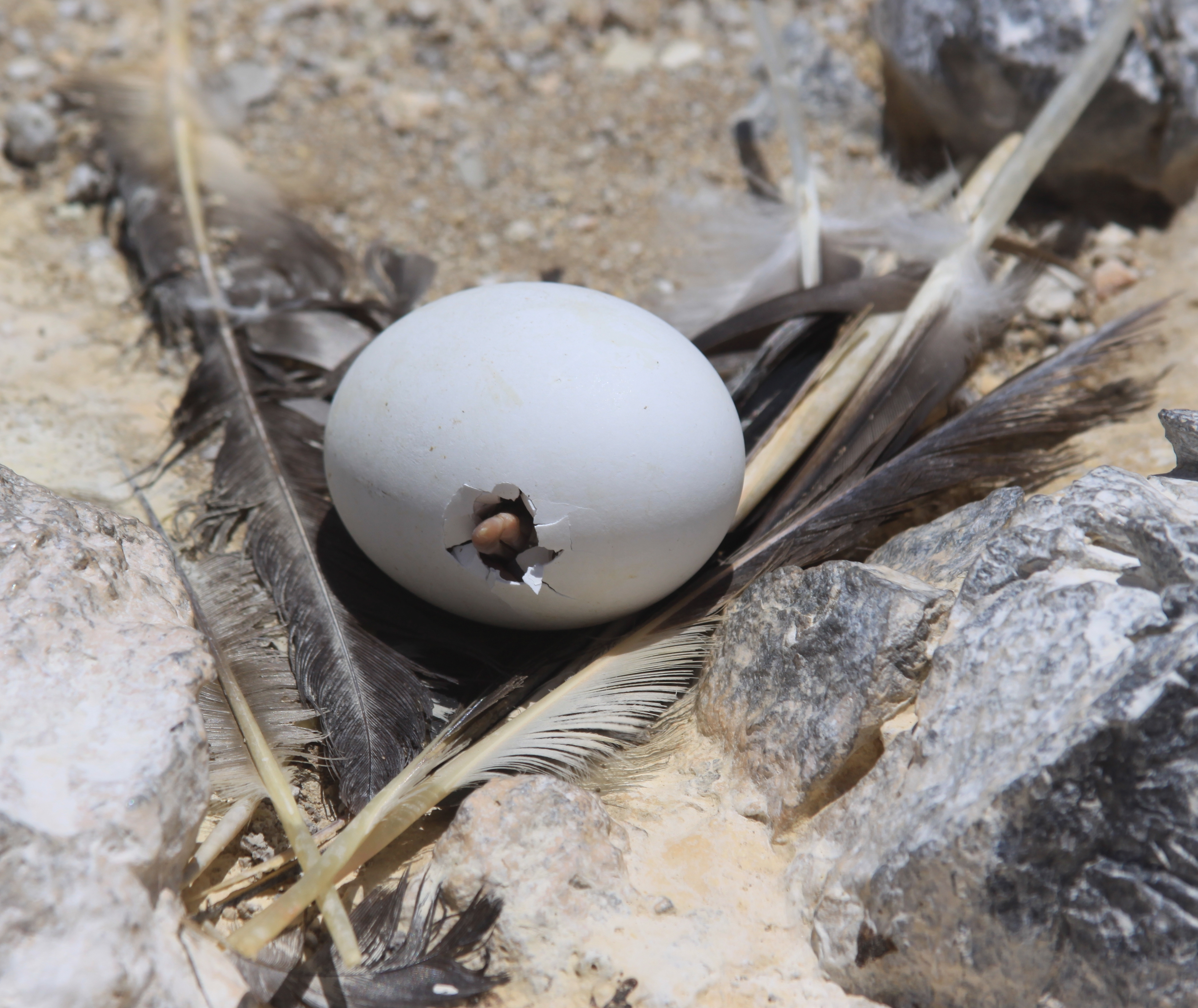
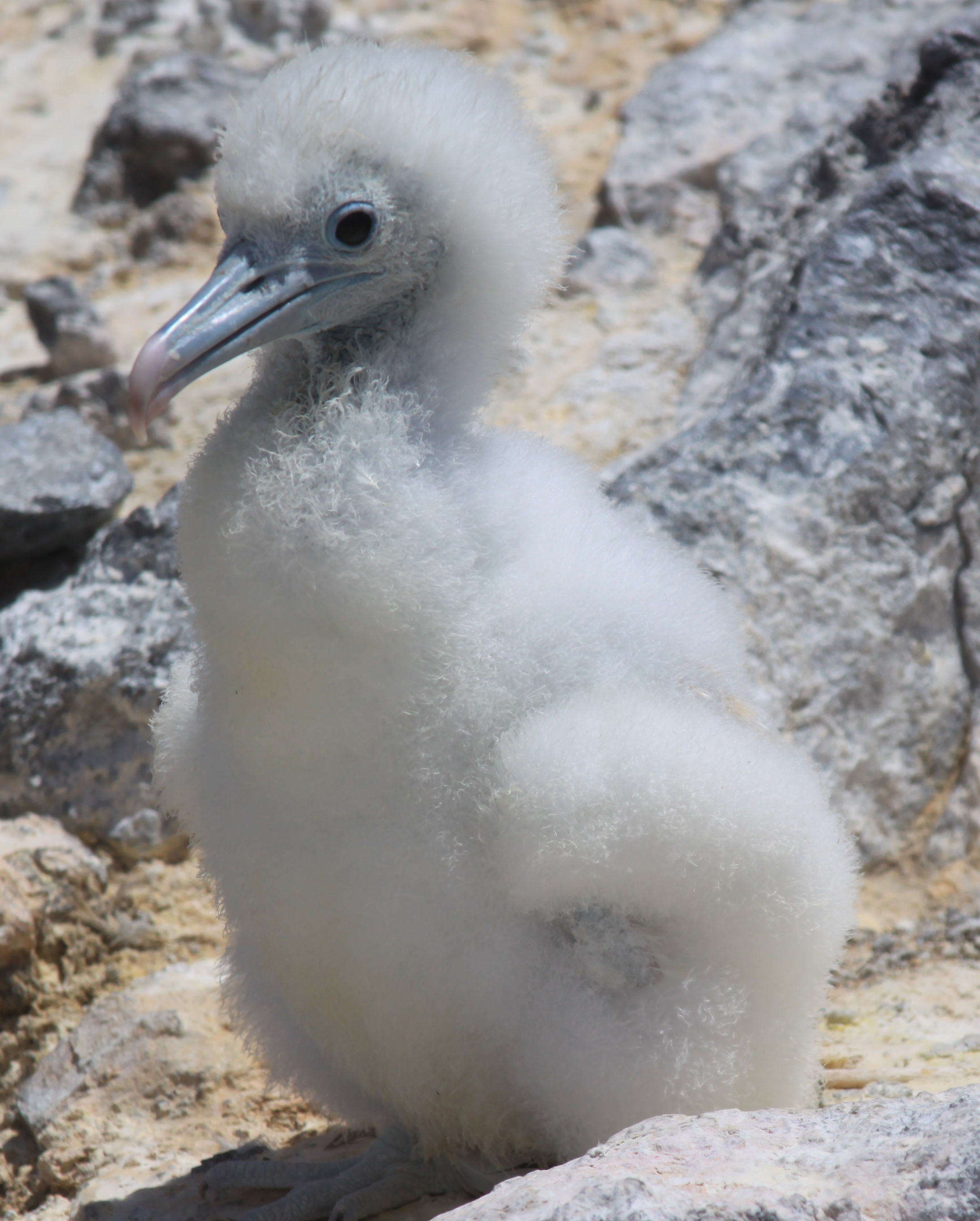